# Fruntimmer ska en ha...
Frutimmer Ska En' Ha Å' Knulla Mä' (på dansk: Fruentimmer Skal Man Have Til At Knalde Med) er en sang af Eddie Meduza hvor han optræder som figuren Börje Lundin. Sangen blev inkluderet som en ekstra single til albummet Dåren É Lös fra 1983 og blev også udgivet med "Han Eller Jag, Vem Ska Du Ha?" på B-siden.

## Baggrund
Sangen dukkede først op på kassetten E. Hilter & Luftkaffe Nr. 1, der kom i 1977, cirka et år før Errol Norstedt skabte Eddie Meduza. Norstedt har sagt i et interview, at han fik ideen til sangen fra sin daværende kæreste Hanne Mikkelsen, der har sagt, at hendes tidligere kæreste havde disse meninger. Sangen gør nar af mandschauvinister og er en provokation mod feminisme.

## Senere versioner
Ud over den originale version, der også blev udgivet på single, er der andre optagelser af denne sang, der er på følgende kassetter:
- E. Hitler & Luftwaffe 3 Nr. Del 1 (1979)
- Fräckisar (1968-1983, selve sangen blev optaget i 1979)
- Börje Lundins Kräftkalas (1988)
- Dårarnas Midsommarafton (1989)

En kortere og tidligere uudgivet version vises på The Lost Tape fra 2016.